# Дом о семи фронтонах (фильм)
«Дом о семи фронтонах» (англ. The House of the Seven Gables) — фильм режиссёра Джо Мэя, вышедший на экраны в 1940 году.
Фильм поставлен по одноимённому роману признанного мастера американской литературы XIX века Натаниэля Готорна, однако сюжет фильма заметно отличается от сюжета книги. В центре внимания картины находится борьба двух братьев Пинченов — хорошего Клиффорда (Винсент Прайс) и плохого Джеффри (Джордж Сэндерс) — за обладание семейной усадьбой, которая, согласно легендам, хранит тайные сокровища, а также семейное проклятье их рода. В процессе борьбы Джеффри выдвигает против брата ложное обвинение в убийстве отца, и суд приговаривает Клиффорда к пожизненному заключению. Тем временем по воле отца дом становится собственностью не братьев, а их кузены Гефсибы (Маргарет Линдси), которая влюблена в Клиффорда. Последующие двадцать лет она живёт в доме затворницей и ведёт борьбу за освобождение любимого. В конце концов Клиффорда выпускают на свободу, и борьба между братьями за обладанием домом разгорается с новой силой.
В 1941 году за музыку к этому фильму композитор Фрэнк Скиннер был номинирован на «Оскар».

## Сюжет
На экране появляется старая книга, на страницах которой рассказывается о событиях, которые произошли в середине XVII века. Влиятельный полковник Пинчен решил присвоить земли бедного плотника Мэтью Мола, чтобы построить на них шикарный дом. Он обвинил Мола в ведовстве, и вскоре того повесили. Перед смертью Мол наслал проклятие на полковника и на весь его род. На захваченных землях Пинчен построил большой дом, но в тот самый день, когда строительство было завершено, полковника нашли мёртвым в его кабинете…
Действие картины происходит в 1828 году в городке Салем (или Сейлем), штат Массачусетс. Однажды дождливым вечером потомок полковника Пинчена, Джеральд Пинчен (Гилберт Эмери) приглашает в тот самый дом, получивший название Дом о семи фронтонах, своего сына, начинающего судью Джеффри Пинчена (Джордж Сэндерс). Проехав 80 миль из другого города, Джеффри шокирован известием, что после серии неудачных финансовых операций, которые он проводил вместе с отцом, семья оказалась на грани банкротства, и единственной возможностью выйти из этого положения является продажа дома. На встрече присутствует также старший сын Джеральда и брат Джеффри, композитор Клиффорд Пинчен (Винсент Прайс), который горячо поддерживает идею отца. Мечтательный, идеалистически настроенный Клиффорд влюблён в свою кузину Гефсибу (Маргарет Линдси), которая, как и Клиффорд, живёт в этом доме. После продажи дома он собирается жениться на Гефсибе и переехать в Нью-Йорк, где ему прочат успешную музыкальную карьеру. Однако Джеффри выступает категорически против продажи дома, веря в легенду, что в нём спрятаны ценные бумаги, которые стоят целое состояние. Разговор заканчивается острым противостоянием двух братьев. Ночью Клиффорд слышит шум на чердаке дома. Поднявшись на верх, он видит Джеффри, который роется в старом домашнем сундуке с бумагами в поисках нужных документов. Джеффри убеждён, что в доме хранится письмо от английского короля, дающее семье Пинченов право на владение огромным участком земли в штате Мэн. Сейчас на месте этой земли возник город, и если Пинченам удастся доказать право на эту землю, это принесёт им огромное состояние. Хотя Клиффорд пытается разубедить брата, говоря, что это всё сказки, которая им в детстве рассказывала бабушка, Джеффри упорно стоит на своём.
На следующее утро по городу распространяются слухи о том, что Дом о семи фронтонах будет продан в ближайшее время. В тот же день Джеральд неожиданно меняет своё решение, и решает не продавать дом. Узнав об этом, Клиффорд возмущается и на повышенных тонах разговаривает с отцом. Во время разговора Джеральду становится плохо, при падении он разбивает голову о край письменного стала, и, не приходя в сознание, умирает. Свидетелями этой сцены становятся вбежавшие в комнату Джеффри и Гефсиба. Не долго думая, Джеффри при собравшемся народе обвиняет Клиффорда в том, что тот убил отца, в порыве ярости ударив его канцелярским прибором, на котором остались следы крови. Вскоре проходит судебный процесс, на котором присяжные признают Клиффорда виновным в смерти отца. Однако в связи с тем, что решение вынесено только на основании косвенных улик, судья приговаривает Клиффорда не к смертной казни, а к пожизненному тюремному заключению. Клиффорд утверждает, что он не виновен и что всё дело подстроено Джеффри, однако его никто не слушает. Тогда Клиффорд насылает проклятие на своего брата, а Гефсиба клянётся, что будет бороться за освобождение Клиффорда столько, сколько понадобится.
Джеффри празднует победу, однако при чтении завещания выясняется, что Джеральд Пинчен, чтобы спасти дом от кредиторов, переписал его на имя Гефсибы, и теперь она является полноправной владелицей Дома о семи фронтонах. Гефсиба немедленно выгоняет Джеффри из дома, и плотно закрывает в доме все двери и оконные створки, лишая себя света и превращаясь в страдающую отшельницу. На протяжении последующих двух десятилетий она редко выходит из дома, посвящая всё своё время борьбе за освобождение Клиффорда. Она ездит на встречи с чиновниками и пишет прошения на имя губернатора с просьбой о пересмотре дела, однако долгое время это не приносит результатов.
В 1841 году в тюремную камеру к Клиффорду подсаживают Мэтью Мола (Дик Форан), потомка того самого плотника Мола, который когда-то проклял род Пинченов. Мэтью является активным участником движения аболиционистов, и угодил в тюрьму на десять суток за пропаганду своих взглядов на рыночной площади. Клиффорд и Мэтью быстро находят общий язык и становятся друзьями. Вскоре Мола выпускают на свободу, и он под именем фотографа Холгрейва снимает комнату в Доме о семи фронтонах. Со временем Холгрейв становится уважаемым горожанином и разворачивает в городе активную аболиционистскую деятельность, создавая местное общество, которое собирает средства для помощи сбежавшим с Юга рабам. Средства поручено хранить казначею общества дьякону Арнольду Фостеру (Майлс Мэндер).
Несколько лет спустя умирает дальний родственник Пинченов, и Гефсиба берёт к себе его одинокую взрослую дочь Фиби (Нэн Грэй), которая осталась без крыши над головой. Отчаянно нуждаясь в деньгах, Гефсиба открывает небольшой магазинчик, переоборудуя для этого одну из комнат своего дома. Благодаря красивой, жизнерадостной Фиби, которая управляет магазином, им удаётся серьёзно улучшить своё материальное положение. Между Холгрейвом, который помогает Фиби с обустройством магазина, и девушкой возникает симпатия, постепенно переходящая в любовь.
В 1848 году в городе появляется Джеффри, который под предлогом того, что Гефсиба занялась таким недостойным для их рода делом, как торговля, рассчитывает вновь вступить в борьбу за права на дом и продолжить поиски спрятанных в нём документов. В тот же день становится известно, что усилия Гефсибы не пропали даром, и новый губернатор штата своим указом выпустил Клиффорда на свободу с условием, что тот сможет доказать свою невиновность. Вернувшийся Клиффорд благодарит Гефсибу за всё, что она для него сделала, и между ними восстанавливаются былые близкие отношения. Клиффорд делает вид, что не знаком с Холгрейвом, который публикует в местной газете статью о том, что после возвращения домой Клиффорд вновь стал изучать старые документы и погрузился в поиски спрятанного в доме клада. Джеффри приглашает к себе Холгрейва, чтобы расспросить о деятельности Клиффорда, однако тот лишь подтверждает напечатанное в статье, ещё более разжигая интерес Джеффри. Вслед за Холгрейвом на приём к Джеффри приходит дьякон Фостер. Из их конфиденциального разговора становится ясно, что дьякон тайно отдал собранные аболиционистами средства Джеффри, который пообещал ему быструю и большую прибыль. Джеффри вложил деньги в корабль, который должен был привезти в Америку очередную партию рабов, однако с этой рискованной операцией пошло что-то не так, и Джеффри не может вернуть деньги дьякону.
Джеффри понимает, что единственным способом выбраться из сложившейся ситуации для него будет вновь добиться контроля над домом, и самому найти спрятанные там сокровища. Для этого он решает обвинить своего брата в безумии и засадить его в психиатрическую клинику на том основании, что безумный Клиффорд в поисках тайных ходов хочет разобрать весь дом. Джеффри заходит в магазин к Гефсибе, где слышит громкие удары молота, находя подтверждение своей версии, что Клиффорд ищет в доме тайные ходы и сокровища. После его ухода Гефсиба спускается в подвал и видит, что это Холгрейв, имитируя поиски сокровищ, специально бьёт молотом по трубе. Подозревая, что Холгрейв заодно с Джеффри и намеревается засадить Клиффорда в психбольницу, Гефсиба выгоняет его из дома, разрешая остаться до тех пор, пока он не найдёт себе новую квартиру. Хотя влюблённая Фиби пытается защитить Холгрейва, Гефсиба остаётся непреклонна. В отсутствие Холгрейва Гефсиба обыскивает его комнату, выясняя по письмам и документам, что его настоящее имя — Мэтью Мол. Это ещё более усиливает её опасения, и она направляется к Клиффорду, чтобы предупредить его о нависшей над ним угрозе. Однако Клиффорд успокаивает Гефсибу, говоря, что Холгрейв-Мол — его друг, и что все его действия являются частью плана, чтобы добиться полного оправдания Клиффорда.
Вскоре Джеффри приходит к Клиффорду и заявляет, что намеревается его засадить в психиатрическую больницу и уже собрал медицинских экспертов, которые подтвердят его сумасшествие. В ответ Клиффорд заявляет, что готов добровольно отказаться от всех прав на дом в пользу Джеффри, если тот подпишет документ, в котором будет указано, что выдвинутое им обвинение Клиффорда в убийстве отца было ошибочным и было сделано в состоянии аффекта. Джеффри отказывается подписывать документ. В этот момент в доме появляется дьякон Фостер с требованием к Джеффри немедленно вернуть переданные тому деньги. Дьякон говорит, что за ним следует группа аболиционистов, которая требует немедленно вернуть деньги для нужд сбежавшего раба. Если они узнают, что деньги пропали, они уничтожат его. Когда Джеффри заявляет, что денег у него нет, дьякон выходит в соседнюю комнату и стреляется. Появившаяся Гефсиба обвиняет в убийстве Джеффри точно так же, как Джеффри когда-то обвинил Клиффорда в убийстве отца. В панике Джеффри просит Клиффорда спасти его от аболиционистов и подписывает письмо, снимающее с Клиффорда все обвинения в убийстве. Получив оправдательное письмо, Клиффорд заявляет брату, что в доме нет никаких тайных комнат и никаких сокровищ. Всё это было придумано с целью обмануть Джеффри согласно плану, который Клиффорд разработал вместе с Холгрейвом, настоящее имя которого — Мэтью Мол. Услышав имя Мола, Джеффри охватывает ужас от семейного проклятия, он падает, теряя сознание, и умирает.
Добившись полного оправдания, Клиффорд женится на Гефсибе, а Мол женится на Фиби. Они приводят в порядок дом и выставляют его на продажу.

## В ролях
- Джордж Сэндерс — Джеффри Пинчен
- Маргарет Линдси — Гефсиба Пинчен
- Винсент Прайс — Клиффорд Пинчен
- Дик Форан — Мэттью Мол
- Нэн Грэй — Фиби Пинчен
- Сесил Келлауэй — Филип Бартон
- Алан Напье — Фуллер
- Гилберт Эмери[англ.] — Джеральд Пинчен
- Майлс Мэндер — дьякон Арнольд Фостер
- Чарльз Троубридж[англ.] — судья
- Гарри Кординг — Хокинс, кузнец (в титрах не указан)

## Создатели фильма и исполнители главных ролей
Режиссёр фильма Джо Мэй родился в Вене и начинал свою творческую карьеру в 1911 году в Берлине, где работал кинорежиссёром, а сразу после окончания Первой мировой войны стал одним из ведущих продюсеров и режиссёров крупнейшей немецкой государственной киностудии УФА, на которой в то время работали ведущие представители Немецкого экспрессионизма. Мэй поставил в Германии немало фильмов, самым признанным среди которых стал «Асфальт» (1929), рассказывающий «о дорожном полицейском, который совершает неумышленное убийство. „Асфальт“ относился к направлению „уличных фильмов“, в которых обычные люди доходили до совершения бесчестных поступков из-за падения общественной морали на фоне общественного упадка и разваливающейся экономики страны. В фильме нашли отражения наработки стиля Немецкий экспрессионизм, в том числе контрастная постановка света, необычные ракурсы, визуальный символизм и продуманная мизансцена». С приходом к власти нацистской партии Мэй уехал из Германии, и в 1934 году прибыл в Голливуд, где подписал контракт со студией «Юнивёрсал». В том же году Мэй поставил свой первый голливудский фильм — музыкальную комедию «Музыка в воздухе» (1934) с Глорией Свенсон в главной роли. К другим наиболее важным работам Мэя в Голливуде относятся криминальная мелодрама «Признание» (1937) с Кэй Фрэнсис и Бэзилом Рэтбоуном, криминальный триллер «Дом страха» (1939) и фильм ужасов «Возвращение человека-невидимки» (1940), в котором снялись, в частности, Нэн Грэй, Сесил Келлауэй и Алан Напье, а в главной роли человека-невидимки дебютировал Винсент Прайс.
В этом фильме одни из своих первых главных ролей сыграли два актёра, которые добьются заметного признания в 1940-50-е годы — Джордж Сэндерс и Винсент Прайс. Джордж Сэндерс стал известен благодаря ролям в триллерах Хичкока «Ребекка» (1940) и «Иностранный корреспондент» (1940), Фритца Ланга «Охота на человека» (1941) и «Пока город спит» (1956), в фэнтэзи-драмах «Портрет Дориана Грэя» (1945) и «Призрак и миссис Мьюр» (1947), а также в фильмах нуар «Жилец» (1944) и «Площадь похмелья» (1945) Джона Брама, «Странное дело дяди Гарри» (1945) и «Свидетель убийства» (1954). В 1951 году Сэндерс получил Оскар за роль второго плана в драме Манкевича «Всё о Еве» (1950).
Винсент Прайс сыграл заметные роли в фильмах нуар «Лора» (1944), «Бог ей судья» (1945), «Паутина» (1947), «Женщина его мечты» (1951) и «Пока город спит» (1956, совместно с Сэндерсом), но более всего стал известен своими работами в жанре хоррор, сыграв, в частности, в таких фильмах, как «Музей восковых фигур» (1953), «Муха» (1958), «Дом ночных призраков» (1959), «Дом Ашеров» (1960), «Колодец и маятник» (1961), «Маска красной смерти» (1964), «Последний человек на Земле» (1964) и «Ужасный доктор Файбс» (1971).
Маргарет Линдси более всего известна ролями в фильмах 1930-х годов, таких как криминальная комедия «Леди-убийца» (1933), криминальная мелодрама «Туман над Фриско» (1934), мелодрама «Опасная» (1935) и криминальная мелодрама «Приграничный город» (1935), триллер «Джимены» (1935) и мелодрама «Иезавель» (1938), а позднее — фильм нуар «Улица греха» (1945).

## Книга Натаниэля Готорна и сюжет фильма
В основу фильма положен «классический американский роман Натаниэля Готорна „Дом о семи фронтонах“ (1951), который был адаптирован для экрана Гарольдом Грином и превращён в напряжённую готическую мелодраму режиссёром Джо Мэем и сценаристом Лестером Коулом. История Готорна, занимающая несколько поколений алчности и корысти, была ужата до 89 минут экранного времени, не затронув центральные моменты повествования и его тему». Критики обращали на значительное сюжетное различие между книгой и фильмом. Так, критик «Нью-Йорк таймс» Б. Р. Крислер написал, что с целью обогащения романтической составляющей фильма его создатели произвели «некоторые изменения в семье Пинченов». Иссохшая старая дева Гефсиба, которая прожила столько лет в одиночестве, в фильме стала кузиной и возлюбленной несправедливо осуждённого Клиффорда, он в свою очередь стал психически здоровым красавцем и талантливым композитором. Клиффорд и Джеффри Пинчены стали родными братьями, «и таким образом их соперничество стало более острым». В итоге в центре фильма оказалась история Гефсибы и Клиффорда, которые борются за свою любовь с жизненными трудностями, «ложными обвинениями и интригами со стороны плохого Джеффри, и с таинственным семейным проклятием».

## Оценка фильма критикой

### Общая оценка фильма
Картина получила сдержанно позитивные оценки критики, отметившей надёжную режиссёрскую работу и отличную актёрскую игру, но саму картину посчитавшую скучной для жанра готического триллера. Сразу после выхода картины на экраны критик Б. Р. Крислер в «Нью-Йорк таймс», назвав её «безрадостной и слегка тривиальной историей», написал, что эта «приукрашенная и припудренная на студии „Юнивёрсал“ версия романа Натаниэла Готорна» подавалась дистрибуторами как «мрачная и зловещая драма в доме со странным проклятием». Между тем, по мнению критика, вряд ли те «зрители, которые привыкли к сырому мясу, оценят эту водянистую трактовку шокирующей истории девятнадцатого века». Крислер поясняет, что «для тех, кто привык к блеску ножей, ударам кулаков и грохоту орудий, фильм скорее всего покажется скучным со своими костюмированным изяществом, мрачными размышлениями и медленным, тяжёловесным темпом повествования». С другой стороны, для преданных поклонников творчества Готорна «фильм будет небольшим шоком», когда они увидят те изменения, которые внесли авторы в сюжет классического романа.
Современный критик Деннис Шварц считает, что «режиссёр Джо Мэй уныло ставит эту атмосферическую семейную драму по классической истории Натаниэла Готорна о проклятой семье (в картине взаимоотношения персонажей сплошь и рядом изменены, хотя фильм и передаёт дух книги)». По мнению Шварца, «книга выдающаяся, а фильм нет — если не считать отличных актёрских работ», далее замечая, что фильмом «трудно наслаждаться из-за того, что он невыносимо скучный». Сьюзен Долл назвала фильм «добротной работой без каких-либо излишеств, в основе которой лежала хорошая актёрская игра и крепкая постановочная работа», а Патрик Легар назвал его «мрачной картиной с призраками прошлого», которую отличает «сильная актёрская игра и отличный исходный материал». Легар считает, что «режиссёр Джо Мэй поддерживает быстрый темп в этом крепком фильме „Юнивёрсал“, однако фильм не дотягивает до статуса классики, который ему, возможно, мог бы обеспечить более сильный режиссёр».

### Оценка работы режиссёра и творческой группы
Долл считает, что "если Мэй и не достиг в этом фильме высот «Асфальта», тем не менее он внёс в свои голливудские фильмы «крепкое режиссёрское присутствие и визуальный вкус, подняв их на более высокий уровень». По мнению критика, Мэй вносит в картину «некоторые экспрессионистские черты», такие как использование теней и мизансцены для психологической характеристики персонажей.
Долл также отмечает, что «трое главных персонажей по ходу фильма стареют на двадцать лет, и процесс их старения убедительно достигается с помощью грима, разработанного легендарным гримёром „Юнивёрсал“ Джеком Пирсом, прославившимся своим гримом для монстров фильмов ужасов студии „Юнивёрсал“ 1930-х годов». Впрочем, и «актёры меняют манеру речи и поведения, показывая, что перешли в средний возраст».

### Оценка актёрской игры
Актёрская игра почти единодушно заслужила высокую оценку критики. Крислер считает, что «в роли глубоко подавленных любовников Винсент Прайс и Маргарет Линдси играют в идеальной традиции сентиментальной мелодрамы со вздохами и затуманенными от слёз глазами». С другой стороны, «Джордж Сэндерс более приемлем в роли отвратительного Джеффри, чувствуя себя полностью в своей тарелке».
Легар полагает, что «Прайс в героической роли и Сэндерс в своей обычной роли заблудшего плохого парня — оба отличны, а Линдси прекрасно играет бойкую девушку, которая превратилась в старую деву и отшельницу». Долл пишет, что «молодой Сэндерс играет персонажа с хорошо поставленной речью, но при этом скользкого негодяя, то есть тип личности, благодаря которому он станет кинозвездой». Прайс сыграл в фильме одну из своих первых крупных ролей, «показав свои актёрские способности в роли смелого и эмоционального молодого человека, который стал тихим и подавленным после 20 лет в тюрьме. После этого фильма карьера Прайса пошла на подъём». Маргарет Линдси, которая, по словам Долл, сегодня «забыта большинством поклонников кино, выдаёт здесь потрясающую игру в роли Гефсибы».